# دیدو (ملکه کارتاژ)
دیدو یا دایدو (به لاتین: Dido)، بر طبق منابع یونان و روم باستان، مؤسس و ملکهٔ افسانه‌ای کارتاژ است. داستان دایدو، الهام بخش نویسندگان و هنرمندان زیادی بوده‌است. منظومه حماسی انه‌اید اثر ویرژیل، هروئیدس اثر اوید، اعترافات کتاب آگوستین قدیس، افسانه زنان نیکو اثر چاوسر و اپرای دایدو و آئنیاس اثر هنری پرسل، همگی درصدد بوده‌اند مبارزه دایدو در مواجهه با عشق بدفرجام را تفسیر کند. تنها در دورهٔ رنسانس، او الهام بخش بیش از بیست تراژدی است.
دختر موتو پادشاه صور (لبنان) بود. برادرش پیگمالیون صور، شوهر وی را کشت. دیدو به همراه عده‌ای از صور، واقع در فنیقیه گریخت و به ناحیه‌ای در شمال آفریقا رفت و تصمیم گرفت که دیگر هرگز تن به ازدواج ندهد و کارتاژ را بنیاد گذاشت. او با استقلال و اندیشه خود ثابت می‌کند که فرمانروای مقتدری است. [[آئنیاس]] که از تروا به ایتالیا سفر می‌کند، در ساحل شمال آفریقا کشتی‌اش به صخره می‌خورد. ملکه دایدو او را در کاخ خود پذیرایی می‌کند و آن دو عاشق هم می‌شوند. دایدو تا عشقش را به آئنیاس اظهار می‌کند، شهر او دیر از رونق می‌افتد. آئنیاس نیز تسلیم عشق است تا اینکه مرکوری، پیام‌رسان ایزدان در اساطیر روم وظایفش را یادآور می‌شود. هنگامی که آئنیاس او را رها کرد تا سفرش را از سر گیرد، ملکه نیز در پی پیمان انتقام از رومی‌ها خود را در آتش سوزاند.

## رابطه با آئنیاس
پس از شش سال قایقرانی در اطراف دریای مدیترانه و قرار گرفتن در رحمت طوفان‌ها و یونوی خشمگین، آئنیاس و افرادش به ساحل سیرتس (ساحل شمالی آفریقا) رانده شدند. ونوس (معادل رومی آفرودیت) شاهد تلاش و مبارزه پسرش بود و از پدرش زئوس درخواست کرد که اجازه دهد آئنیاس زندگی کند و سرنوشت خود را برآورده کند. زئوس به او اطمینان داد که این کار را خواهد کرد. ونوس خود را مبدل کرد و پسرش را پس از پیچیده شدن در غباری از نامرئی به کارتاژ راهنمایی کرد. آئنیاس و افرادش با دیدو، ملکه کارتاژ ملاقات کردند که به افتخار آنها ضیافتی برپا کرد. ونوس هنوز از نیات یونو نسبت به آئنیاس ناراحت بود. او تصمیم گرفت دیدو را عاشق پسرش کند و کوپیدو را در لباس مبدل بفرستد تا عشق و اشتیاق را در قلب او ایجاد کند. دیدو از آئنیاس التماس کرد تا داستان غم‌انگیز جنگ تروا را تعریف کند. دیدو و آئنیاس عاشق یکدیگر شدند، علیرغم اینکه دیدو قول داده بود که پس از مرگ شوهرش دیگر عاشق نشود. یونو ازدواجی بین آنها ترتیب داد تا آئنیاس را از تأسیس رم بازدارد- چون می‌دانست در آینده و روزی کارتاژ محبوبش را نابود خواهد کرد. با این حال، زئوس سرنوشت خود را به آئنیاس یادآوری کرد و به او دستور داد دیدو را ترک کند. دیدو دلشکسته، آتش برپا ساخت، آئنیاس را نفرین کرد و سوگند یاد کرد که کارتاژ با مردم آئنیاس در جنگ ابدی خواهد بود، قبل از اینکه خود را بکشد. پس از خروج از کارتاژ، آئنیاس آخرین نگاهی به شهر انداخت و آتشی را دید، بدون اینکه متوجه شود که دیدو است که روی آتش می‌سوزد.